# Magawa

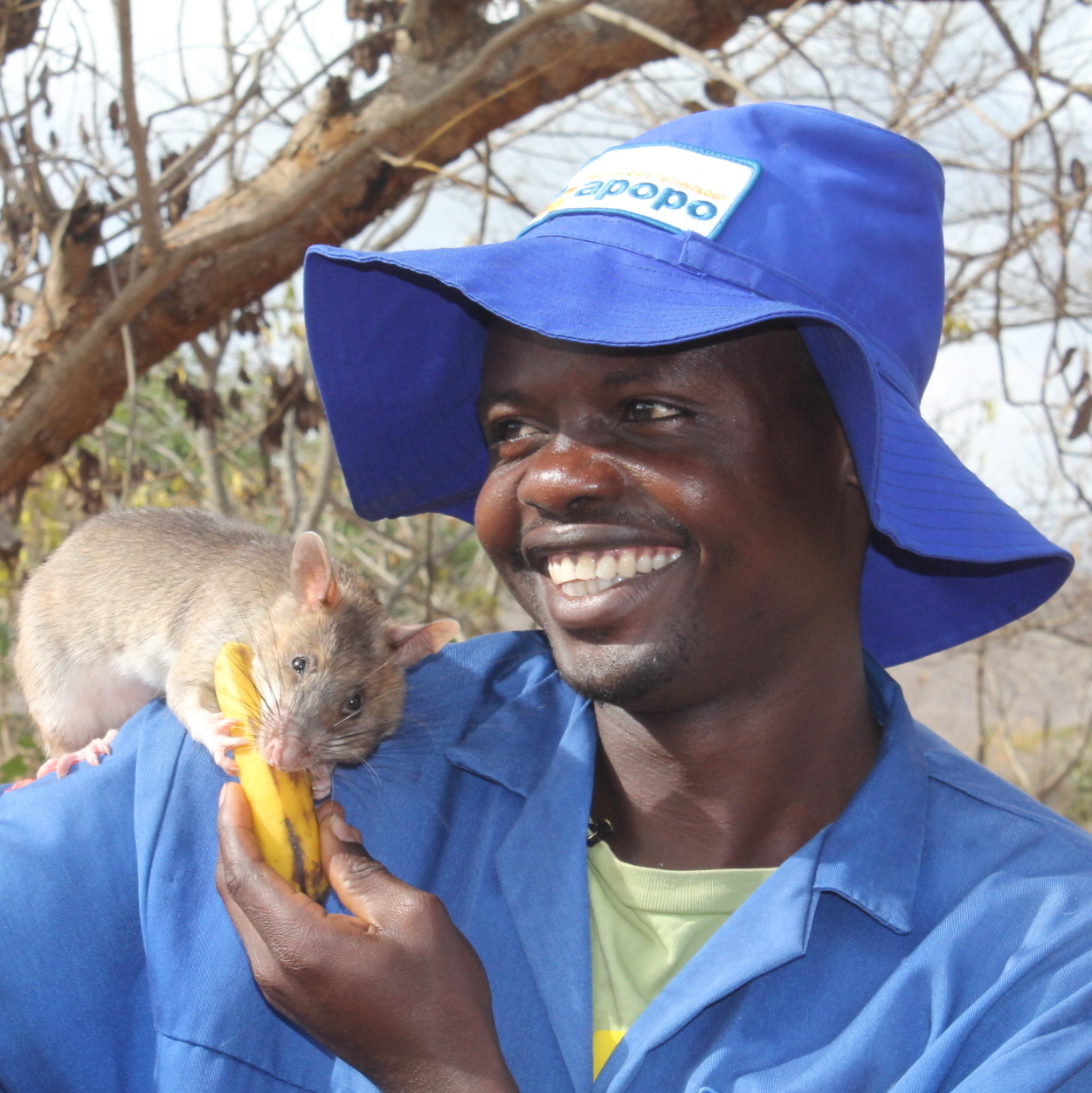
Een rat die door APOPO getraind wordt.

Magawa (november 2013 – januari 2022) was een door APOPO tot mijnendetector getrainde Afrikaanse buidelrat die in Cambodja omgerekend 42 voetbalvelden aan land op landmijnen heeft gecontroleerd. Deze op achtjarige leeftijd aan ouderdom overleden Herorat ontving hiervoor in het Verenigd Koninkrijk de PDSA Gold Medal, hetgeen de hoogste onderscheiding is voor dieren in civiele dienst.

## Context
Wereldwijd zijn mijnenvelden achtergebleven die ook na de oorlog vele slachtoffers veroorzaken: meer dan 60 miljoen mensen in 59 landen leven in angst voor landmijnen en andere overblijfselen van conflicten uit het verleden. Bekende voorbeelden zijn Mozambique, Zimbabwe, Vietnam, Laos en Cambodja. In laatstgenoemde land alleen zouden zo'n zes miljoen landmijnen zijn. Daar hebben zij sinds de val van het regime van de Rode Kmer in 1979 tot 2020 een kleine 65.000 slachtoffers gemaakt.
Het onschadelijk maken van mijnenvelden, dat wil zeggen het opsporen van landmijnen en deze vervolgens uitschakelen, is een tijdrovende, moeilijke en levensgevaarlijke onderneming, dat grote precisie vereist. Er worden continu nieuwe technieken ontwikkeld. De inzet van ratten is er een van, waarbij gebruikgemaakt wordt van de trainbaarheid en lichte gewicht van ratten.

## Levensloop

### Eerste jaren

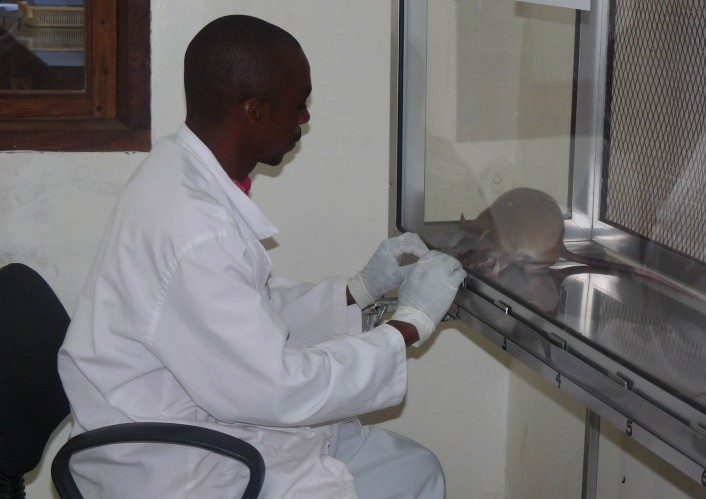
Er worden ook heroratten opgeleid om Tuberculosis op te sporen.

Magawa, een Afrikaanse reuzebuidelrat (een Cricetomys ansorgei) werd in november 2013 in Tanzania geboren aan de Sokoine Landbouw Universiteit (SUA). Hij groeide uit tot een dier van 70 cm lang en 1,2 kg.
Sinds 2000 heeft de Belgische APOPO ("Anti-Persoonsmijnen Ontmijnende Product Ontwikkeling") zijn operationeel hoofdkwartier, opleidings- en kweekcentrum ontwikkeld in SUA waar alle landmijnopsporingsratten geboren en opgeleid worden. Dit is ook de thuisbasis van APOPO's innovatieafdeling die de innovatieve toepassingen en geavanceerde technieken die bij bestaande operaties worden gebruikt, onderzoekt en ontwikkelt.
Hier leerde Magawa in minder dan een jaar tijd explosieven met zijn reukzintuig te vinden. APOPO trainde Magawa door hem te belonen als hij chemische onderdelen in nagemaakte explosieven wist te vinden. Als de rat begon te graven, wisten ontmijners dat het dier iets had gevonden.

### Carrière
Magawa begon zijn carrière in 2016 in Siem Reap, Cambodja. Gedurende de vier jaren die daarop volgden heeft Magawa minstens 14,1 hectare land gescreend - dat komt neer op een equivalent van 20 voetbalvelden, en 71 landmijnen en 38 explosieven opgespoord. Hij kon een veld ter grootte van een tennisbaan in 20 minuten afwerken, hetgeen veel sneller is dan een persoon met een metaaldetector, die daarvoor één tot vier dagen nodig zou hebben.
In 2020 ontving Magawa voor zijn uitzonderlijke services de PDSA Gold Medal, ook wel de George Cross voor dieren genoemd. Toen het echter trager begon te worden werd het in 2021 uit dienst genomen.

### Laatste levensdagen
Magawa was in goede gezondheid en speelde het grootste deel van zijn laatste levensweek met zijn gebruikelijke enthousiasme. Doch de laatste dagen begon het rustiger aan te doen, dutte het meer en at het nauwelijks nog.
Bij zijn overlijden gold Magawa als de meest succesvolle HeroRAT in APOPO's geschiedenis. "Dankzij zijn inspanningen kunnen de mensen in Cambodjaanse gemeenschappen wonen, werken en spelen zonder angst voor het verlies van hun ledematen of hun leven", verklaarde de organisatie.